# Czarka austriacka

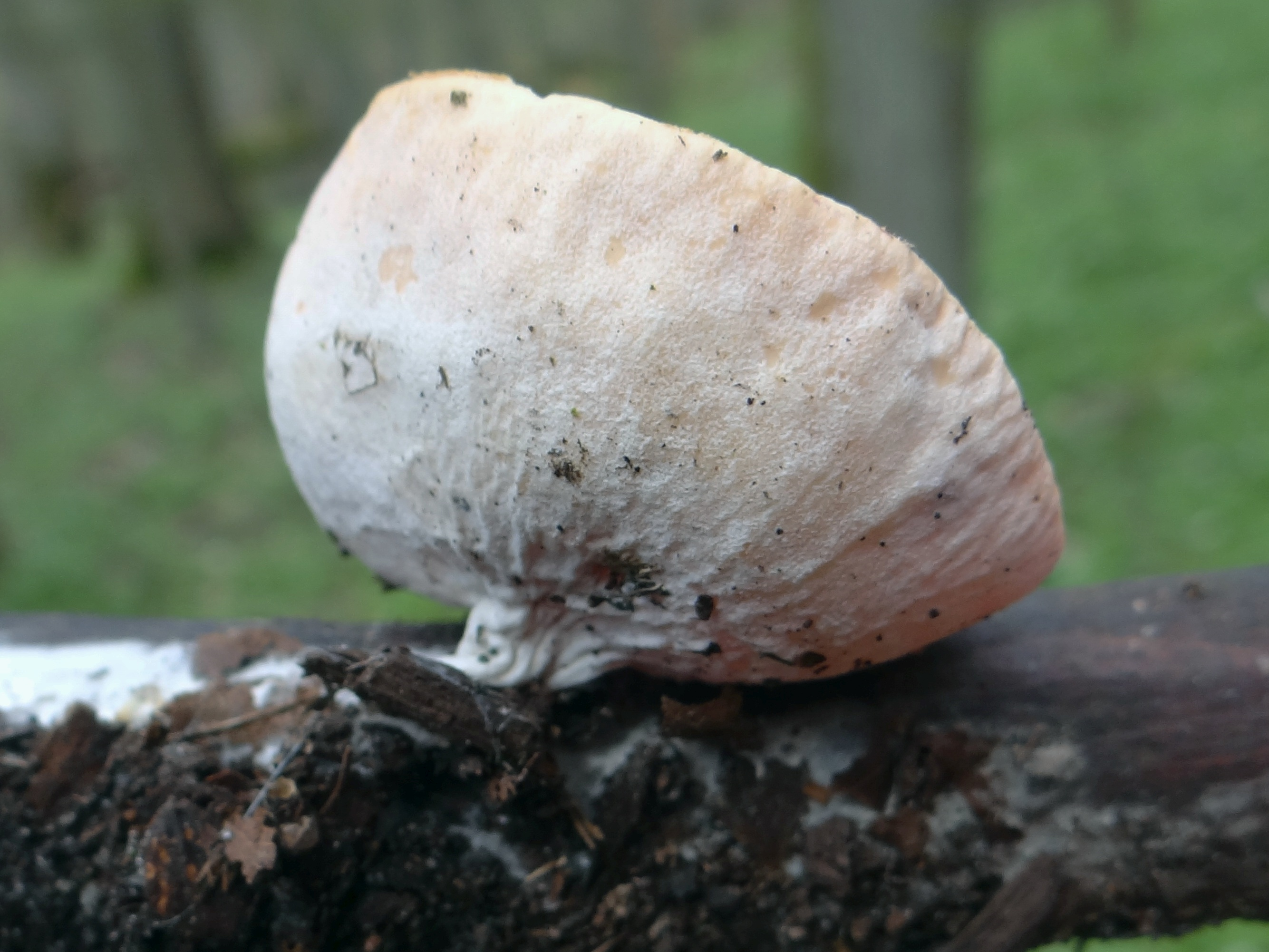

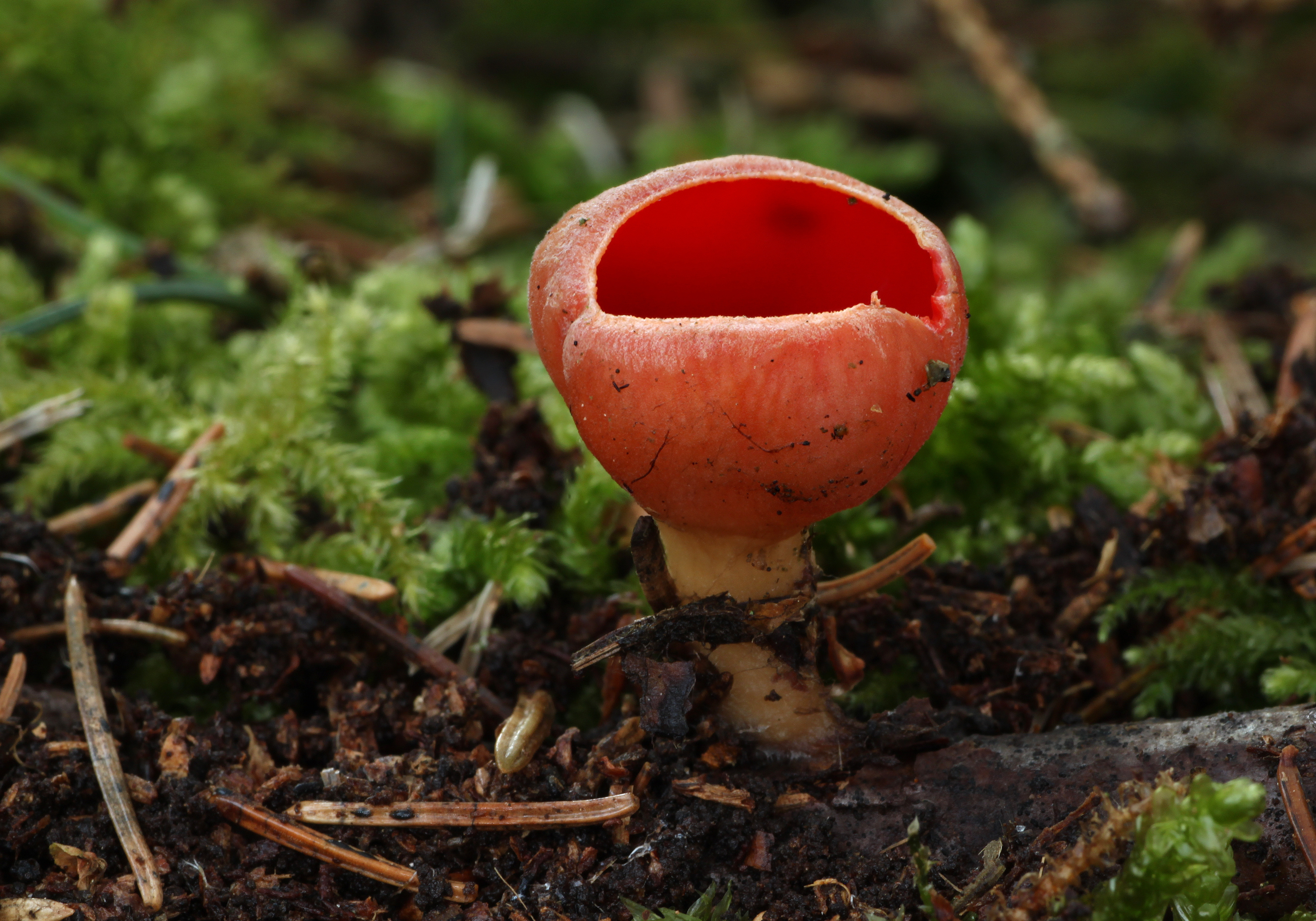

Czarka austriacka (Sarcoscypha austriaca (O. Beck ex Sacc.) Boud.) – gatunek grzybów należący do rodziny czarkowatych (Sarcoscyphaceae).

## Systematyka i nazewnictwo
Pozycja w klasyfikacji według Index Fungorum: Sarcoscypha, Sarcoscyphaceae, Pezizales, Pezizomycetidae, Pezizomycetes, Pezizomycotina, Ascomycota, Fungi.
Niektóre synonimy naukowe:

- Lachnea austriaca Beck ex Sacc. 1889
- Molliardiomyces coccineus Paden 1984
- Peziza austriaca Beck ex Mussat 1900
- Peziza imperialis Beck 1884

Nazwę polską podali G. Fiedorowicz i D. Kubiak w 1998 r.

## Morfologia
Owocnik
Od 1 do 5 cm średnicy, najpierw kulisty, potem pucharkowaty, później szerzej rozpostarte, czarkowate do miseczkowatego. Dojrzały ma mniej regularne kształty – owalne bądź nerkowate. Stare owocniki mogą być talerzykowato rozpostarte. Miseczki są osadzone na wyraźnym trzonku, do 3–5 cm długim i 0,3 cm grubym, białawym. Rzadko zdarzają się owocniki siedzące. Wewnętrzna osłona owocników (hymenium) jaskrawo zabarwiona, żywoczerwona, szkarłatna, ceglastoczerwona, gładka i błyszcząca. Zewnętrzna powierzchnia jasnoróżowa, bladoczerwonawa, owłosiona, filcowata, pokryta białawymi kosmkami. Brzeg owocników długo podwinięty.
Miąższ
Biały, cienki, łykowaty, bez smaku i zapachu.
Zarodniki
Bezbarwne, podłużnie eliptyczne do cylindrycznych, gładkie, na końcach wgłębione, o rozmiarach 33–50 × 12–14 µm.
Gatunki podobne
- czarka szkarłatna (Sarcoscypha coccinea), którą można odróżnić tylko mikroskopowo. Ma proste włoski na zewnętrznej powierzchni miseczek, a jej zarodniki są na końcach zaokrąglone. Częściej występuje na terenach niżowych[4].
- dzieżka pomarańczowa (Aleuria aurantia). Nie ma trzonu, ma nie tak jaskrawą, bardziej pomarańczową barwę i tworzy owocniki pod koniec lata[5].

## Występowanie i siedlisko
Czarka austriacka notowana jest w Ameryce Północnej i Europie. W Polsce była gatunkiem ściśle chronionym, od 9 października 2014 r. została wykreślona z listy gatunków grzybów chronionych.
Saprotrof. Rośnie na gałązkach drzew liściastych, najczęściej na wierzbach, olszach, klonach, w wilgotnych lasach, głównie łęgowych, najchętniej na obszarach górskich i podgórskich. Pojawia się wczesną wiosną (luty-maj), może owocnikować także w bezśnieżne zimy.